# Philipp von Ivernois
Philipp von Ivernois (* 4. Dezember 1754 in Genf; † 1. Juni 1813 in Frankfurt (Oder)) war ein preußischer Generalmajor.

## Leben

### Herkunft
Philipp war ein Sohn des Staatsrat in Neuchâtel und Schlosshauptmann von Laudon, Joseph d’Ivernois und dessen Gattin (Marianne), geb. Dehoff (Dehors). Sein jüngerer Bruder war der schweizerische Nationalökonom François d’Ivernois (1757–1842).

### Militärdienst
Ivernois stand bereits 1770 in schweizerischen Militärdiensten, bevor er als Stabskapitän im Mai 1786 nach Preußen zum Schweizer Freiregiment „Müller von Andolfingen“ wechselte. Bereits im Oktober 1786 avancierte er zum Kapitän und Kompaniechef. Dann ging er 1787 zum Füsilier-Bataillon Nr. 20 der magdeburgischen Füsilierbrigade. Er erhielt seine Beförderung zum Major 1792 und wurde als solcher zum Füsilier-Bataillon Nr. 18 versetzt. 
Ivernois nahm am Ersten Koalitionskrieg teil und erhielt für seinen Einsatz im Gefecht bei Weidenthal den Orden Pour le Mérite. Ebenfalls nahm er an den Schlachten von Pirmasens und Kaiserslautern, der Belagerung von Landau sowie den Gefechten bei Bingen, Steinbach und am Schänzel teil.
1798 wurde Ivernois Kommandeur des Füsilier-Bataillon Nr. 20 und erhielt im Juni 1800 sein Patent und seine Beförderung zum Oberstleutnant. Bereits 1803 wurde er zur westfälischen Füsilierbrigade versetzt und avancierte anschließend zum Oberst.
Nach Teilnahme am Vierten Koalitionskrieg wurde er infolge der preußischen Kapitulation inaktiv, dennoch aber im September 1807 in Anerkennung seiner Leistungen im Feldzug zum Generalmajor mit halben Gehalt befördert. 1808 verzichtete Ivernois auf das halbe Gehalt. Im Jahre 1809 wurde er Inspekteur der inaktiven Offiziere in Berlin und erhielt im Januar 1813 mit Halbsold als Gnadengehalt seinen Abschied, wurde aber dennoch im April zum Militärgouverneur der kriegsbedingt verlustigen preußischen linkselbischen Provinzen ernannt. Zwei Monate später verstarb er bereits.

### Familie
Ivernois vermählte sich 1788 in Magdeburg mit Sophie Wilhelmine Dorothea von Biedersee (1757–1830). Aus der Ehe ging ein Sohn Franz von Ivernois (1789–1864), Flügeladjutant König Friedrich Wilhelms III. und nachmaliger preußischer Oberstleutnant hervor.